# 清木場俊介 Live Tour 2006 それ行け! オッサン少年の旅
清木場俊介 Live Tour 2006 それ行け! オッサン少年の旅（きよきばしゅんすけ・ライブ・ツアー・ニセンロク・ソレイケ・オッサンショウネンのタビ）は、2007年3月28日に発売された日本の歌手清木場俊介の映像作品である。

## 概要
- 2枚組。1枚目には10月11日に行われたZepp Tokyoでのツアー最終日の模様を、2枚目にはインタビュー映像と全国各地のMC集を収録。
- 2009年に発売された企画アルバム「清木場俊介 SONGS 2005-2008」のDVDには、この作品から「さよなら愛しい人よ…」「believe」「サル」の3曲が収録された。

## 収録内容

### DISC1
1. believe
2. キャップアップ
3. 進め
4. 爾来 〜10年後のボク等〜
5. それっ!
6. いつか…
7. 最後の夜
8. 太陽の破片
9. サル
10. 天国は待ってくれる
11. 忘れないで
12. さよなら愛しい人よ…
13. 人間じゃろうが!
14. ランナーズハイ
15. 唄い人
16. かっぱぎロックンロール

### DISC2
特典映像
- ★清木場俊介スペシャルインタビュー
- ★MC集